# Isla Antigua
Antigua es una isla en el mar Caribe, forma parte del país Antigua y Barbuda. Tiene una población de 68.000 habitantes, aproximadamente, de los cuales más de 24 000 viven en la capital, St. John's. La isla tiene un perímetro de 54 millas y un área de 280 km². La superficie es mayoritariamente plana, y no hay muchas elevaciones en el terreno como es común en otras islas de la zona. Pero en el sudoeste se puede observar que el terreno llega a tener unos 1000 metros de altura sobre el nivel del mar.
Las ciudades más importantes son St John's, Falmouth y Parham. St John's, la capital, está situada al noroeste de la isla, cerca del aeropuerto y el puerto que está preparado para albergar a grandes cruceros.
La economía de Antigua se basa en el turismo. Los hoteles están ubicados en la costa y su único aeropuerto está al servicio de grandes compañías como Virgin Atlantic y British Airways.
La moneda nacional es dólar del Caribe Oriental. A pesar de ello, la mayoría de los precios son en dólares estadounidenses.

## Historia
Al principio fue habitada por los siboney, ya que sus asentamientos datan desde el 2400 A.C..
En 1493 Cristóbal Colón llegó a Antigua, quien la bautizó con ese nombre en honor de la Virgen de la Antigua, que se encuentra en la Catedral de Sevilla (España). Continuó casi deshabitada hasta 1632, año en que llegaron los británicos a la isla. 
En 1666 los franceses la tomaron, pero al poco tiempo los ingleses lograron reconquistarla, y luego formalmente por medio del Tratado de Breda. Permaneció bajo control británico hasta que en 1981 Antigua y Barbuda logró la independencia. En 1982, la banda británica Duran Duran, en su auge, filmó un video musical para su álbum Río en Antigua, Río.

## Geografía
- Área de la isla: 280 km²
- Coordenadas: 17°05′N 61°48′O / 17.09, -61.80
- Capital: St. John's (24.000hab)

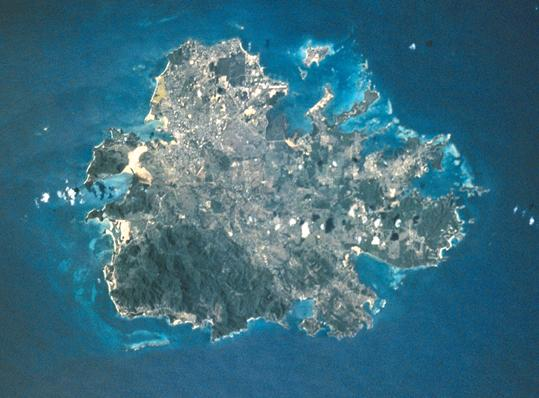
Fotografía satelital de Antigua.

- Clima: Marino tropical; Poca amplitud térmica entre las estaciones del año.